# Liste der Bodendenkmäler in Wiesenbronn
Auf dieser Seite sind die Bodendenkmäler in der unterfränkischen Gemeinde Wiesenbronn zusammengestellt. Diese Tabelle ist eine Teilliste der Liste der Bodendenkmäler in Bayern. Grundlage ist die Bayerische Denkmalliste, die auf Basis des Bayerischen Denkmalschutzgesetzes vom 1. Oktober 1973 erstmals erstellt wurde und seither durch das Bayerische Landesamt für Denkmalpflege geführt wird. Die folgenden Angaben ersetzen nicht die rechtsverbindliche Auskunft der Denkmalschutzbehörde.

## Bodendenkmäler der Gemeinde Wiesenbronn

### Bodendenkmäler in der Gemarkung Wiesenbronn
| Lage                   | Objekt | Akten-Nr.     | Bild |
| ---------------------- | --- | ------------- | ---- |
| Wiesenbronn (Standort) | Bestattungsplatz mit verebnetem Grabhügel vorgeschichtlicher Zeitstellung. | D-6-6227-0087 |      |
| Wiesenbronn (Standort) | Verebneter spätmittelalterlicher Burgstall. | D-6-6227-0101 |      |
| Wiesenbronn (Standort) | Archäologische Befunde des Mittelalters und der frühen Neuzeit im Bereich der Evangelisch-Lutherischen Kirche Hl. Kreuz von Wiesenbronn sowie untertägige Bauteile der Kirchenburg. Siehe auch: Zum Heiligen Kreuz (Wiesenbronn) | D-6-6227-0178 |      |
| Wiesenbronn (Standort) | Siedlung des hohen und späten Mittelalters sowie der frühen Neuzeit, ferner untertägige früh- und spätneuzeitliche Befunde der ehemalige Synagoge in Wiesenbronn. Siehe auch: Synagoge (Wiesenbronn)                             | D-6-6227-0191 |      |
| Wiesenbronn (Standort) | Siedlung vorgeschichtlicher Zeitstellung. | D-6-6227-0194 |      |